# Khowai Airport
Khowai Airport är en flygplats i Indien.   Den ligger i distriktet West Tripura och delstaten Tripura, i den östra delen av landet, 1 500 km öster om huvudstaden New Delhi. Khowai Airport ligger 30 meter över havet.
Terrängen runt Khowai Airport är platt. Runt Khowai Airport är det mycket tätbefolkat, med 2 521 invånare per kvadratkilometer. Närmaste större samhälle är Khowai, 2,0 km norr om Khowai Airport. I omgivningarna runt Khowai Airport växer huvudsakligen savannskog.